# Bobowasi Island
Bobowasi Island är en ö i Ghana. Den ligger i den södra delen av landet, 240 km väster om huvudstaden Accra.